# Мастодон (социална мрежа)
Вижте пояснителната страница за други значения на Мастодон.
„Мастодон“ (на английски: Mastodon) е свободен софтуер с отворен код за управление на самостоятелно хоствани услуги за социални мрежи. Той има функции подобни на „Фейсбук“ и „Туитър“, които се предлагат от голям брой независимо управлявани центрове, известни като инстанции или сървъри, всеки от които има свои собствени правила за поведение, условия за ползване, политика за поверителност, опции за защита на личните данни и политики за модериране на съдържанието. Един от активните сървъри, отворен за нови регистрации и специализиран за български потребители е masto.bg.
Всеки потребител има достъп до мрежата през регистрацията си на конкретен сървър на „Мастодон“, който може да взаимодейства с потребителите във всеки друг сървър. Това има за цел да даде на потребителите гъвкавост да изберат сървър, чиито политики предпочитат, но да запазят достъпа си до по-голяма обединена социална мрежа. „Мастодон“ използва протокола ActivityPub, което го прави част от ансамбъла „Федивселена“, включващ услуги като Lemmy (подобна на Reddit), Pixelfed (подобна на Instagram), Friendica и PeerTube (подобна на YouTube). С над 7 милиона потребители в края на 2023 „Мастодон“ е най-популярната от тези услуги.
„Мастодон“ е създаден от Евгений Рочко (по-известен с немската транскрипция на името си Eugen Rochko) през 2016 г. и получава значително разпространение през 2022 г. след придобиването на Twitter от Илон Мъск. Платформата е некомерсиална и няма специализирана функционалност за реклама. Разработката ѝ се поддържа от дарения.
В „Мастодон“ се обръща специално внимание на потребители с увредено зрение и се поддържа статистика за процента на картинки с текстово описание (т.нар. alt текст).